# Novotel Warszawa Centrum
Novotel Warszawa Centrum — готель-хмарочос у Варшаві, Польща.

## Історія
Готель спроєктував шведський архітектор Стен Самуельсон і його відкрито у 1974 році як Hotel Forum. Його побудувала Orbis Hotels, польська комуністична монополія на готелі, і експлуатували американські Inter-Continental Hotels через свій бюджетний підрозділ Forum Hotels. Готель побудували за рекордну для того часу та місця швидкість. Коли готель було добудовано, він став, другою за висотою будівлею у Варшаві; його перевершив лише Палац культури і науки. У 2000 році французька група Accor придбала 20 % акцій Orbis, а готель Forum передали підрозділу Novotel у Accor у 2002 році.
Готель має чотири зірки.

### У готелі розташовані дипломатичні представництва
- Посольство Португалії (1975)
- Посольство Лівії (1976—1977)
- Посольство Габону (1977)
- Посольство Малайзії (1978)
- Посольство Коста-Рики (1979)